# Kang Ding
Kang Ding (康丁) zwany też Geng Ding (庚丁) – władca Chin z dynastii Shang.
Niewiele wiadomo o szczegółach jego panowania. Objął władzę po śmierci brata Lin Xina. Rządził około dwudziestu lat. Władzę po nim objął jego syn Wu Yi.